# Gruiu (okręg Aluta)
Gruiu – wieś w Rumunii, w okręgu Aluta, w gminie Făgețelu. W 2011 roku liczyła 31 mieszkańców.